# Geneviève Gambillon
Geneviève Gambillon (ur. 30 czerwca 1951 w Hudimesnil) – francuska kolarka szosowa i torowa, trzykrotna medalistka szosowych mistrzostw świata.

## Kariera
Pierwszy sukces w karierze Geneviève Gambillon osiągnęła w 1972 roku, kiedy zdobyła złoty medal w wyścigu ze startu wspólnego podczas szosowych mistrzostw świata w Gap. W zawodach tych wyprzedziła bezpośrednio dwie reprezentantki ZSRR: Lubow Zadorożną oraz Annę Konkiną. Wynik ten powtórzyła na rozgrywanych dwa lata później mistrzostwach świata w Montrealu, tym razem wyprzedzając Bajbę Caune z ZSRR i Holenderkę Keetie van Oosten-Hage. Ostatni medal zdobyła na mistrzostwach świata w Yvoir, gdzie w tej samej konkurencji była druga. Lepsza okazała się tylko Tineke Fopma z Holandii, a trzecie miejsce zajęła van Oosten-Hage. Wielokrotnie zdobywała medale szosowych mistrzostw kraju, w tym siedem złotych. Startowała również na torze, wielokrotnie zdobywając medale torowych mistrzostw Francji, w tym złote w indywidualnym wyścigu na dochodzenie w latach 1969-1976 oraz w sprincie w latach 1969-1974 i 1976. Nigdy nie wzięła udziału w igrzyskach olimpijskich.